# ヘンリー・シュラプネル
ヘンリー・シュラプネル（Henry Shrapnel, 1761年6月3日 - 1842年3月13日）は、イギリスの軍人。イギリス陸軍砲兵隊に所属した。榴散弾の開発者として知られ、現在でも英語圏では榴散弾をシュラプネル弾(shrapnel shell)と呼称する。
1761年、イングランド・ウィルトシャーのブラッドフォード・オン・エイヴォンにて、父ザカリア・シュラプネル(Zachariah Shrapnel)と母リディア(Lydia)の元、9人兄弟の1人として生を受ける。
1784年、当時イギリス陸軍砲兵隊に中尉(lieutenant)として勤務していたシュラプネルは、自ら材料や資金を調達し、彼自身が「球体弾」(spherical case)と呼ぶ新型砲弾を開発した。これは大量の鉛弾が詰め込まれた中空の砲弾で、空中で炸裂することで敵の頭上に鉛弾を撒き散らすというものであった。1787年にはジブラルタルで有用性を証明した。彼はこの砲弾を対人砲弾として設計していた。1803年、イギリス陸軍はシュラプネルが開発したオリジナルの砲弾よりもやや細長いものを採用し、これに彼の名をとったシュラプネル弾(shrapnel shell)という名称を与えた。以後、シュラプネル弾の役割が榴弾に引き継がれてからも長く、「シュラプネル」という語は砲弾片、また破片一般を指す言葉としても用いられるようになった。第一次世界大戦が終わる頃まで、シュラプネル弾はシュラプネルの原設計のまま製造されていた。
その後、シュラプネルはフランドル方面に派遣され、1793年には負傷している。大尉(captain)としての8年間の勤務を経て、1803年11月1日には少佐(major)に昇進。1804年4月30日、フォート・ニュー・アムステルダムを巡る戦いでは自らシュラプネル弾を運用して大戦果を上げ、7月20日には中佐(lieutenant colonel)に昇進している。
1814年、英国政府はシュラプネルの貢献を称え、彼に毎年1,200ポンド（現在の106,000ポンド相当）の生活費を給与する旨を決定した。しかし官僚の妨害により、シュラプネルがこの生活費を完全に受け取ることは叶わなかった。1827年3月6日、英陸軍砲兵隊司令大佐部（office of Colonel-Commandant, Royal Artillery)付勤務となる。1837年1月10日までに中将(lieutenant-general)に昇進している。
1835年頃から1842年に死去するまで、サウサンプトン・ペアツリー・グリーン近くのペアツリー・ハウスに暮らした。